# 流明
流明（英語：lumen，符號：lm）是光通量的国际單位制導出单位，用於表示光源在單位時間內所發出可見光的總量。不同於輻射通量考慮了所有電磁波的通量，光通量體現了人眼對不同波长的光有著不同的靈敏度，其大小受到光度函数的加權影響。

## 定義
2018年，第26屆國際度量衡大會（CGPM）重新定義了燭光，並在2019年5月20日生效。其定義為：
[…] It is defined by taking the fixed numerical value of the luminous efficacy of monochromatic radiation of frequency 540 × 1012 Hz, Kcd, to be 683 when expressed in the unit lm W–1 […]
「燭光定義為，給定一個頻率為540×1012赫茲的單色輻射光源，其發光效能Kcd定為683流明/瓦特。」
又1流明=1燭光⋅球面度，流明得以定義。

## 簡介
一個光源在1立體角的球面度均勻輻射出1燭光，其光通量為（1燭光·1球面度=1流明）。
又一個完整球體的立體角為4π球面度，也就是說若一個各向同性點光源對所有方向均勻輻射出1燭光，則其光通量為1燭光×4π球面度=4π燭光⋅球面度≈12.57流明。若這個光源被理想的吸光半圓遮蔽，則其光通量為1燭光×2π球面度=2π流明。但在未被遮蔽的部分其發光強度依然為1燭光。
流明可以大略視為可見光通過某指定角度的總量。燭光與流明的大小皆與頻譜有關，反映了人眼對不同頻率的光所產生的不同反應，可以透過光度函數來表示。
照度則是每單位面積所接收的光通量，其單位勒克斯為流明/平方米。光通量與照度的不同在於照度考慮了分散的面積。若考慮一個光源提供1000流明的光通量，照在1平方米上，則其照度為1000勒克斯。若相同的1000流明照在10平方米上，則其照度僅為100勒克斯。
以標準單位的定義來看，若一個光源提供一道功率為1瓦特，頻率為540×1012赫茲的綠色光，其光通量為683流明，也就是說1流明的可見光至少有1/683瓦特的功率，根據其頻率而有所不同。

## 照明

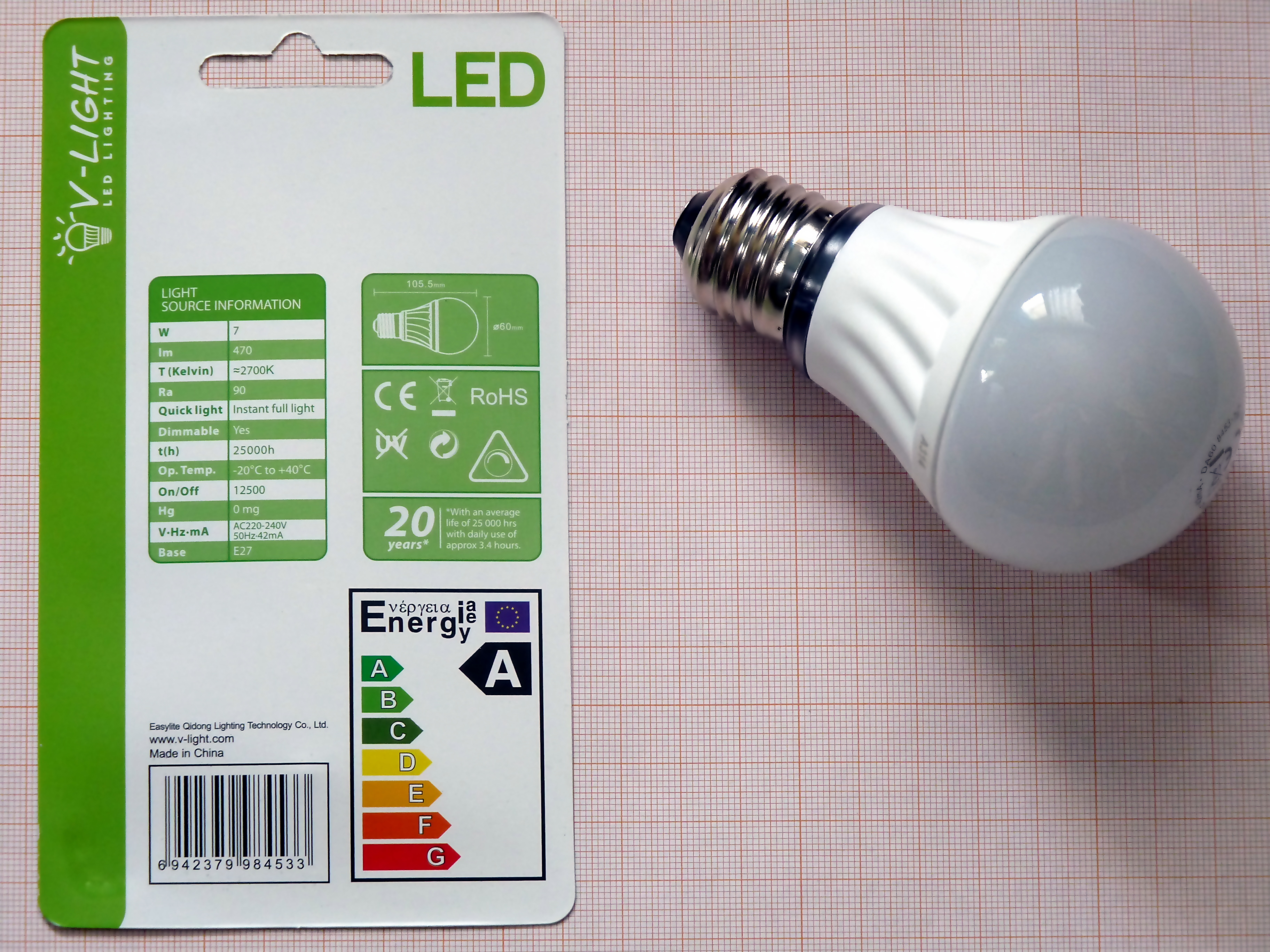
一個能提供470流明的LED燈。以同樣的流明數來說，LED燈所消耗的電能僅為白熾燈的六分之一

日常生活中用來照明的電光源通常會標示流明來當作發光能力的指標，甚至在許多地區中，法律規定必須要標示流明。
一個23瓦特的省電燈泡能提供1,400到1,600流明。許多省電燈泡或其他照明設備會標明與白熾燈的比較，以下是一張圖表說明在各流明數下各種照明設備所消耗的電能。
| 最小光通量（流明） | 電能消耗（瓦特） | 電能消耗（瓦特） | 電能消耗（瓦特） | 電能消耗（瓦特） |
| 最小光通量（流明） | 白熾燈           | 白熾燈           | 省電燈泡         | LED燈            |
| 最小光通量（流明） | 非鹵素燈         | 鹵素燈           | 省電燈泡         | LED燈            |
| ------------------ | ---------------- | ---------------- | ---------------- | ---------------- |
| 200                | 25               |                  | 3-5              | 3                |
| 450                | 40               | 29               | 9－11            | 5－8             |
| 800                | 60               |                  | 13－15           | 8－12            |
| 1,100              | 75               | 53               | 18－20           | 10－16           |
| 1,600              | 100              | 72               | 24－28           | 14－17           |
| 2,400              | 150              |                  | 30－52           | 24－30           |
| 3,100              | 200              |                  | 49－75           | 32               |
| 4,000              | 300              |                  | 75－100          | 40.5             |

在2010年9月1日，欧洲联盟立法強制照明設備必須優先標明光通量（流明）而非功率（瓦特）。造成這項變動的原因是歐盟於2009年發布了「耗能產品生態化設計指令」（2009/125/EC號指令）。

## 照度與流明的單位換算
勒克斯(Lux, lx)表示照度的國際單位，旨在測量表面積的亮度，以呈現每平方公尺上的流明度。單位換算是1勒克斯=1流明/平方公尺（1lx=1lm/m2)。

## 投影機規格

### ANSI流明
投影機的光源輸出通常以流明表示，美國國家標準協會（ANSI）制定了一種常見的測量標準，計算方式為將投影機放置於特定距離，並將畫面分割之後取各點的平均值，即為ANSI流明。基於商業考量，透過這種方式測試光通量的投影機會特別標上「ANSI流明」，以便區別用其他方法測量光通量的產品。ANSI流明的測量方式一般而言會比其他測量方式精準，而這種單位也讓人更易於比較投影機的規格。
測量ANSI流明的方法是由美國國家標準協會在1992年發表的IT7.215這篇規範中定義。首先投影機設定在室溫25 °C（77 °F）的環境下投影出圖像，且其亮度與對比須調整至在全白的表面上的六個格子可辨識。在這種輸出條件下，將畫面分為九宮格，並在九宮格的各個中心點測量照度，再將九個值平均，並乘上投影面積，即為ANSI流明。

### 彩色亮度
彩色輸出也稱彩色亮度，是一種能表示投影機產出各種顏色的指標，單位也是流明。